# Нарушевич, Николай Ян
Николай Ян Нарушевич (ум. 16 апреля 1576) — политический деятель Великого княжества Литовского, писарь великий литовский (с 1562) и подскарбий земский литовский (с 1566).

## Биография
Представитель шляхетского рода Нарушевичей герба Вадвич, сын Павла Нарушевича. Также имел брата Станислава. С 1544 года учился в Краковской академии, служил польскому королю Сигизмунду II Августу. С 1556 года — староста волковысский, после марковский и медельский, с 1558 года — королевский секретарь. Один инициаторов волочной померы в ВКЛ, проводил её в 1554—1555 годах в Берестейском старостве, до 1560 года — в приднепровских волостях (Гомель, Могилёв, Мстиславль, Орша, Свислочь, Мозырь, Бобруйск, Кричев). С 1562 года — писарь великий литовский.
Нарушевич принадлежал к магнатской оппозиции Люблинской унии, выступал за права ВКЛ иметь свои законы и созывать личные сеймы при общем с Польшей избрании короля и решении вопросов обороны и внешней политики на общих сеймах. После смерти Сигизмунда Августа поддержал кандидатуру русского царевича Фёдора Ивановича на пост короля Польши, подписал избрание Генриха III.
Был женат на Барбаре Кунцевич, в браке родились сыновья Николай, Ян и Криштоф. Владел местечками Хомск и Жабер в Пинском повете, имениями в Трокском повете и Жемайтии. Владел Волковыском (1566), позднее Марковским и Медельским староствами. В Переписи войска литовского 1567 года упоминается, что Нарушевич выставлял 100 всадников со своих владений.